# Мъжки национален отбор по волейбол на Турция
Мъжкият национален отбор по волейбол на Турция представя страната на международни турнири и състезания. Отборът няма участия на олимпийски игри. Пет пъти се класира за световно първенство и 12 пъти на европейско първенство.